# Pontchâteau
Pontchâteau – miejscowość i gmina we Francji, w regionie Kraj Loary, w departamencie Loara Atlantycka.
Według danych na rok 2010 gminę zamieszkiwały 9683 osoby, a gęstość zaludnienia wynosiła 173 osoby/km².